# TI-85

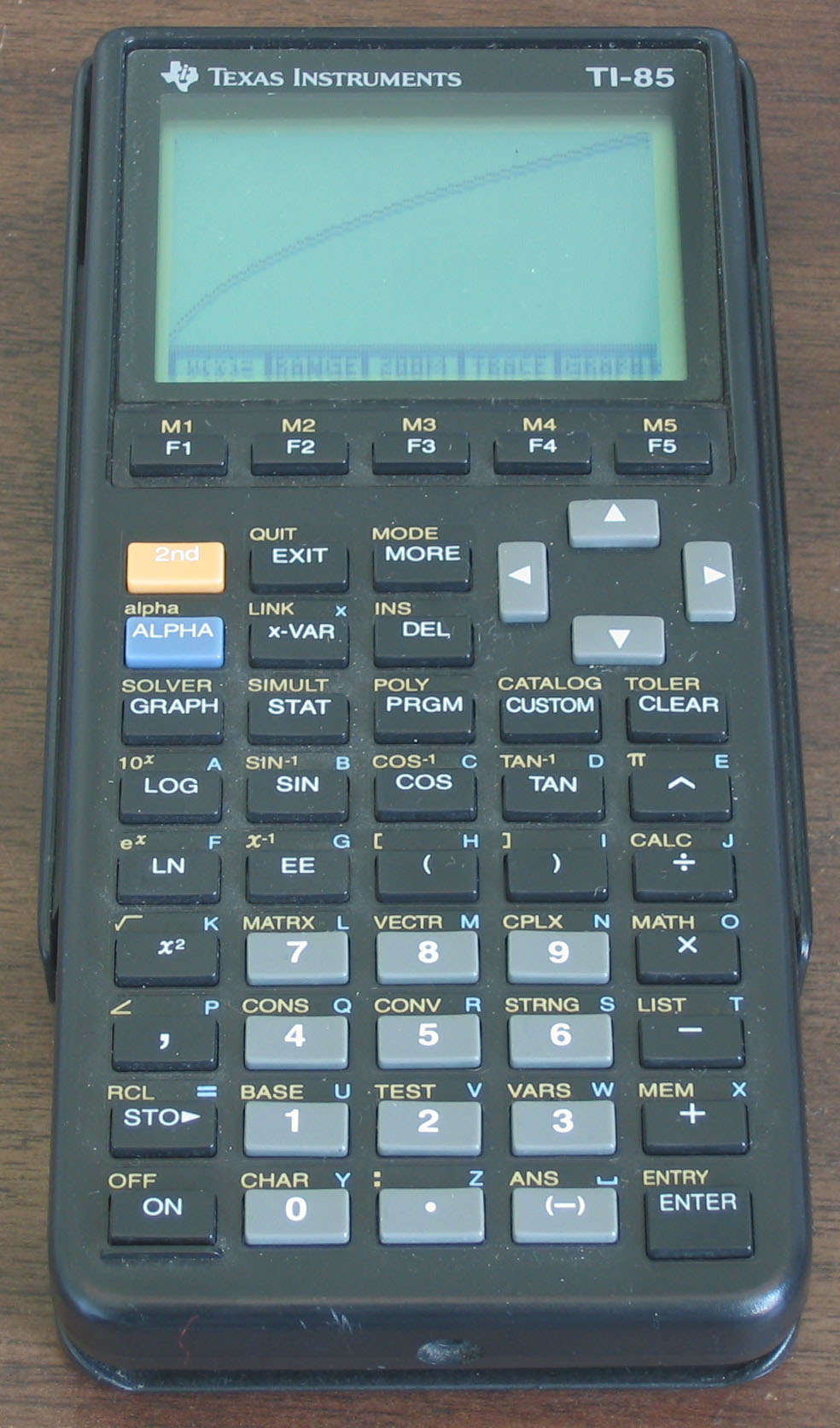
TI-85 graphing calculator.

La TI-85 es una calculadora gráfica hecha por Texas Instruments (TI) basada en el microprocesador Zilog Z80. Diseñada en 1992 y fue la segunda calculadora gráfica de TI (la primera siendo el TI-81). Desde entonces ha sido reemplazada por el TI-86.
El TI-85 fue considerablemente más poderoso que el TI-81, pues fue diseñado como una calculadora primariamente para el uso en cursos de ingeniería y cálculo. Texas Instruments había incluido en la calculadora una versión de BASIC para permitir la programación. Cada calculadora vino con un cable para conectarse con otra calculadora. Era simplemente un cable de tres conductores con conector jack plug de 2.5 milímetros en cada extremo. También fue vendido, junto con el software apropiado, otro cable conocido como el TI-Graph Link para conectar la calculadora con un computador personal. Estos cables permitieron guardar programas y hacer respaldos.

## Programas en ensamblador
Entusiastas analizaron los respaldos de memoria y descubrieron que las entradas en el menú "CUSTOM" de la calculadora apuntaban a posiciones de memoria específicas. Con este conocimiento, un hack fue ideado en donde un string especial se podía insertar en la localización apropiada del respaldo para permitir a la calculadora ejecutar programas en lenguaje ensamblador. Estos programas podían correr mucho más rápidamente que sus contrapartes en BASIC, y podían ser mucho más eficientes en términos del uso de la memoria. Este desarrollo hizo al TI-85 la primera calculadora gráfica que podía ejecutar programas en lenguaje ensamblador.
Los programas escritos en ensamblador serían almacenados en strings y accesados vía el menú CUSTOM. Estaban disponibles juegos como Tetris y Boulder Dash, al igual que programas con usos más prácticos, tales como versiones de la tabla periódica. El uso de estos programas fue limitado por la escasa memoria RAM disponible en el TI-85. La capacidad de memoria total era cerca de 28 kilobytes, con 25 a 26 KB disponible para uso.
También estaba disponible para el TI-85 el shell ZShell para el lenguaje ensamblador, con la versión más famosa todavía no lanzada Mangus Hagander's TI-85 . Probablemente en respuesta al uso extenso de los programas en ensamblador, TI introdujo oficialmente, junto con memoria expandida, el acceso al ensamblador en modelos posteriores como el TI-83 y el TI-86. El TI-86 era muy similar al TI-85, compartiendo la misma resolución de pantalla (128×64) y la velocidad del procesador (6 MHz).